# 羅伯特·普拉奇克
羅伯特·普拉奇克（英語：Robert Plutchik，1927年10月21日—2006年4月29日）曾任阿爾伯特愛因斯坦醫學院榮譽教授，南佛羅里達大學兼任教授。他獲得了哥倫比亞大學博士學位，也是一名心理學家。他撰寫或合著超過了260多篇論文，45個章節和8本書，並參與了7本書的編輯。他感興趣的研究領域包括情緒研究、自殺和暴力研究，以及心理治療過程的研究。

## 情緒理論
羅伯特·普拉奇克的情緒發展心理學理論是一般情緒反應最具有影響力的分類方法之一。他認為有八種主要情緒，包含憤怒、恐懼、悲傷、厭惡、驚訝、期待、信任和快樂。普拉奇克提出這些主要情緒是原始的生物反應、讓動物更符合生存繁殖的需求。他認為這些主要情緒可以激發動物產生具有高度生存價值的行為，例如動物因恐懼而激發的打鬥或逃跑反應。
普拉奇克的基本情緒發展心理學理論包含十個假說。
1. 情緒的概念適用於所有發展階段，包括人類在內的所有動物。
2. 情緒具有演化歷史，並且在不同物種中演化出各種形式的情緒表達形式。
3. 情緒在幫助生物體因應環境帶來的重要生存問題起到了適應性的作用。
4. 儘管在不同物種中存在不同形式的情緒表達，但還是可以識別出其中共同的要素或原型模式。
5. 基本情緒、主要情緒或原型情緒形式只佔有情緒種類的一小部份。
6. 其他大部份的情緒都是混合或衍生狀態；也就是說，它們由主要情緒組合、混合或衍化而成。
7. 主要情緒是假設性的結構或理想化的狀態，其性質和特徵只能從各種證據中推論而來。
8. 主要情緒可以用成對、相反兩極的情緒形式來概念化。
9. 所有情緒形式依據彼此的相似程度而有所不同。
10. 每種情緒都可以依強度等級或覺察水平而有不同的情緒程度。[2]

### 普拉奇克的情緒輪

普拉奇克的情緒輪

羅伯特·普拉奇克同時也創造了情緒輪。這個情緒輪以細緻醒目的方式來呈現不同情緒形式、強度及其相對關係。普拉奇克在1980年第一次發表其錐狀模型（3D）或輪狀模型（2D）來描敘情緒的相關連程度。
他提出了8種主要的成對兩極情緒：喜悅與悲傷、憤怒與恐懼、信任與厭惡、驚訝與期待。此外，他的環形模型將情感圈和色輪的概念聯繫起來。如同顏色所示，主要情緒可以以不同的強度來表達，並且可以彼此混合以形成不同的情緒。
該情緒理論被擴展做為解釋心理防禦機制的基礎，普拉奇克提出八種防禦機制是八種核心情緒的表現。

## 著作
- 《World Book Millennium 2000》中的「Emotions」一章节

## 外部連結
- The Nature of Emotions, a model that describes the relations among emotion concepts. Plutchik's Theory of Emotions